# Epicadus heterogaster
Epicadus heterogaster là một loài nhện trong họ Thomisidae. Loài này được phát hiện ở Brasil, Uruguay và Argentina. Hij là loài điển hình của chi Epicadus.